# Amtsgericht Zielenzig
Das Amtsgericht Zielenzig war ein preußisches Amtsgericht mit Sitz in Zielenzig, Provinz Brandenburg.

## Geschichte
Ab 1849 war das königliche Kreisgericht Zielenzig das zuständige Eingangsgericht. Übergeordnet war das Kammergericht als Appellationsgericht. Im Rahmen der Reichsjustizgesetze wurden diese Gerichte aufgehoben und reichsweit einheitlich Oberlandes-, Land- und Amtsgerichte gebildet. Das königlich preußische Amtsgericht Zielenzig wurde mit Wirkung zum 1. Oktober 1879 als eines von elf Amtsgerichten im Bezirk des Landgerichtes Frankfurt (Oder) im Bezirk des Kammergerichtes gebildet. Der Sitz des Gerichtes war die Stadt Zielenzig. Sein Gerichtsbezirk umfasste den Landkreis Oststernberg ohne die Teile, die dem Amtsgericht Sonnenburg zugeordnet waren. Am Gericht bestanden 1880 drei Richterstellen. Das Amtsgericht war damit ein mittelgroßes Amtsgericht im Landgerichtsbezirk. Gerichtstage wurden in Lagow gehalten.
Nach dem Zweiten Weltkrieg wurde Deutschland östlich der Oder-Neiße-Grenze, darunter der Sprengel des Amtsgerichtes Zielenzig, unter polnische (und sowjetische) Verwaltung gestellt. Damit endete die Geschichte des Amtsgerichtes Zielenzig.